# 石廩站
石廩站（韓語：석름역）是朝鮮民主主義人民共和國平壤江东郡黑嶺勞動者區的一個鐵路車站，属于平德线。

## 邻近车站
平德线
黑嶺站 - 石廩站 - 江东站